# Martin Jemelka
Martin Jemelka (* 12. srpna 1979, Ostrava) je český historik a hudební publicista specializující se na sociální a hospodářské dějiny 19. a 20. století, dějiny dělnictva a každodennosti, historickou demografii, regionální, kulturní a náboženské dějiny a dějiny koncernu Baťa. Je autorem a spoluautorem několika monografií a řady kapitol a statí v domácích i zahraničních publikacích a periodikách. Jeho jméno je již dnes pevně spjato s výzkumem ostravského dělnictva, dělnických kolonií a továrních měst Baťova koncernu.

## Život
Vystudoval víceleté Gymnázium Olgy Havlové v Ostravě-Porubě (1997) a obor historie na katedře historie Filozofické fakulty Ostravské univerzity v Ostravě (2002), na níž v postgraduálním studiu pod vedením prof. PhDr. Lumíra Dokoupila, CSc. absolvoval obor hospodářské a sociální dějiny (2005 PhDr., 2006 Ph.D.). V roce 2018 zde obhájil habilitační práci v oboru České a československé dějiny se zaměřením na hospodářské dějiny a získal akademický titul docent. Po ročním působení ve státní správě se stal odborným asistentem katedry společenských věd Vysoké školy báňské – Technické univerzity Ostrava (2006–2018), kde přednášel dějiny 20. století, dějiny vědy a techniky, etiku a etiku vědy. V letech 2007–2013 paralelně působil na Fakultě veřejných politik Slezské univerzity v Opavě a v Centru pro hospodářské a sociální dějiny Filozofické fakulty Ostravské univerzity v Ostravě (2008). V letech 2013–2014 působil v Imre-Kertész-Kolleg v Jeně, v letech 2015–2017 v Institutu pro dějiny východní Evropy Univerzity Vídeň. 1. ledna 2016 se stal zaměstnancem Masarykova ústavu a Archivu Akademie věd ČR, v. v. i., kde působí dosud v oddělení moderních sociálních a kulturních dějin. Externě vyučuje na Vysoké škole CEVRO Institut (od 2018). Martin Jemelka pravidelně přednáší pro veřejnost, věnuje se hudební publicistice (Harmonie) a spolupracuje s ČT a ČRO. Jako odborný poradce byl angažován při přípravě úspěšného dvoudílného televizního filmu režiséra a producenta Davida Ondříčka Dukla 61 (2018) a dokumentárního seriálu režiséra Iva Bystřičana Industrie (2021).

## Dílo
- Martin Jemelka, Jakub Štofaník: Víra a nevíra ve stínu továrních komínů: náboženský život průmyslového dělnictva v českých zemích (1918–1938). Praha: Academia, Masarykův ústav a Archiv AV ČR, v. v. i., 2020. Edice České moderní dějiny 10. 496s. (ISBN 978-80-200-3153-2).
- Martin Jemelka (ed.): Volby v Praze: Z dějin pražské volební kultury (1848–1945). Praha: Nakladatelství Lidové noviny, Masarykův ústav a Archiv AV ČR, v. v. i., Vysoká škola CEVRO Institut, z. ú. 2020. 207s. (978-80-7422-790-5).
- Martin Jemelka (ed.): Vladimír Krejčí. Poznamenaný: deset měsíců s Janem A. Baťou. K vydání připravil a úvodní studií a poznámkovým aparátem opatřil Martin Jemelka. Edice Tema 31. Praha: Kniha Zlín, Masarykův ústav a Archiv AV ČR, v. v. i., 2019. 295s. (ISBN 978-80-7473-871-5).
- Martin Jemelka, Ondřej Ševeček: Tovární města Baťova koncernu: evropská kapitola globální expanze. Praha: Academia, 2016. 912s. (ISBN 978-80-200-2635-4).
- Martin Jemelka (ed.): Ostravské dělnické kolonie III: závodní kolonie Vítkovických železáren a dalších průmyslových podniků. Ostrava: Filozofická fakulta, Ostravská univerzita v Ostravě, 2015. 815s. (ISBN 978-80-7464-754-3).
- Ondřej Ševeček, Martin Jemelka (edd.), Company Towns of the Baťa Concern: History - Cases - Architecture. Stuttgart: Franz Steiner Verlag, 2013. 311s. (ISBN 978-3-515-10376-3).
- Martin Jemelka (ed.): Ostravské dělnické kolonie II: závodní kolonie kamenouhelných dolů a koksoven ve slezské části Ostravy. Ostrava: Filozofická fakulta, Ostravská univerzita v Ostravě, 2012. 735s. (ISBN 978-80-7464-190-9).
- Martin Jemelka (ed.): Ostravské dělnické kolonie I: závodní kolonie kamenouhelných dolů a koksoven v moravské části Ostravy. Ostrava: Filozofická fakulta, Ostravská univerzita v Ostravě, 2011. 541s. (ISBN 978-80-7368-953-7).
- Hornické kolonie Ostravy. Ostrava: Klub přátel Hornického muzea OKD, 2009. Sborník Hornického zpravodaje. Edice Hornictví včera, dnes a zítra (spoluautoři Zdeněk Dombrovský, Kateřina Bílková, Lucie Hudcovičová, Karel Slíva a Zuzana Tomíčková).
- Martin Jemelka (ed.): Lidé z kolonií vyprávějí své dějiny. Ostrava: Repronis, 2009. 528s. (ISBN 978-80-7329-229-4; 987-80-7368-711-3).
- Martin Jemelka: Na Šalomouně: společnost a každodenní život v největší moravskoostravské hornické kolonii (1870–1950). Ostrava: Centrum pro hospodářské a sociální dějiny, Ostravská univerzita v Ostravě, 2008. 278s. (ISBN 978-80-7368-588-1).
- Martin Jemelka: Z havířských kolonií aneb Jak se žilo havířským rodinám. Ostrava: Repronis, 2008. Edice Ostravica, svazek 22. 51s. (ISBN 978-80-7329-185-3).
- Martin Jemelka: Na kolonii: život v hornické kolonii dolu Šalomoun v Moravské Ostravě do začátku socialistické urbanizace. Ostrava: VŠB-TU Ostrava, 2007. 230s. (ISBN 978-80-248-1408-7).
- Studie, články, rozhovory, recenze a kritiky v časopise Harmonie. https://www.casopisharmonie.cz/blog/martin-jemelka.html Archivováno 1. 10. 2020 na Wayback Machine.

## Ocenění
- 2021 Mezinárodní cena Egona Erwina Kische za literaturu faktu (společně s Jakubem Štofaníkem za publikaci Víra a nevíra ve stínu továrních komínů: náboženský život průmyslového dělnictva v českých zemích (1918–1938)).
- 2018 Cena Akademie věd ČR za mimořádné výsledky výzkumu, experimentálního vývoje a inovací, kterých bylo dosaženo při řešení výzkumných úkolů podporovaných AV ČR.
- 2013 Čestný občan městského obvodu Slezská Ostrava Statutárního města Ostrava.
- 2009 Cena Josefa Pekaře (za publikaci Na Šalomouně: společnost a každodenní život v největší moravskoostravské hornické kolonii (1870–1950)).